# Филипп де Кюлан
Филипп де Кюлан (Philippe de Culant) (1413—1454) — французский военный деятель, маршал Франции (1441—1453). Сеньор де Кюлан, де Жалуань, де Ла Круазетт, де Сент-Арман-ле-Шатель. В некоторых источниках указан как маршал де Жалуань (maréchal de Jaloignes).
Второй сын Жана де Кюлана, сеньора де ла Крет, и Маргариты де Сюлли. Брат Шарля де Кюлана — великого магистра Франции. Племянник адмирала Луи де Кюлана (ум. 1444).
В марте 1436 г. в Нормандии командовал вооружённым отрядом в 25 человек.
В 1439 г. сенешель Лимузена, участвовал во взятии Мо.
Получил от Карла VII маршальский жезл 1 августа 1441 г. во время осады Понтуаза (сменил в этой должности умершего маршала Ретца).
В начале 1444 г. сопровождал дофина во время его похода против графа Жана IV д’Арманьяка. Тот сдался и был арестован, его владения на территории Французского королевства конфискованы.
Во второй половине 1444 г. сопровождал дофина во время его похода в Германию на помощь императору Фридриху III в его войне со швейцарцами. В битве при Санкт-Якобе у Бирса они одержали победу, но дофин, убедившийся в бесстрашии швейцарцев, предпочёл заключить с ними мирный договор.
Командовал королевской армией во время осады Манта и после взятия города назначен его губернатором.
С 1445 г. королевский советник и камергер.
Участвовал во взятии Тарта и Мана (1447), Понт-Адемара, Шато-Гайяра, Руана, Байё, Сен-Совёра (1449), Кана и Шербура (1450). В 1450 г. участвовал в окончательном изгнании англичан из Нормандии. В том же году назначен губернатором Бержерака, который ещё предстояло отвоевать. В 1451—1453 гг. участвовал в изгнании англичан из Гаскони.
Под знамёнами графа Дюнуа участвовал во взятии Бордо (1453). В том же году попал в опалу и сложил полномочия маршала (на его место назначен Жан Потон де Сентрайль). По другим данным, занимал маршальскую должность до своей смерти.
Умер в декабре 1454 года.
Филипп де Кюлан с 1441 года был женат на Анне (Жанне) де Божё, дочери Эдуарда де Божё, сеньора д’Амплепюи, и Жаклины де Линьер, дамы де Линьер. Дочь:
- Анна де Кюлан, с 1459 г. жена Жана II де Кастельно, сеньора де Бретену и де Комон.

После смерти Филиппа де Кюлана его вдова Анна (Жанна) де Божё вышла замуж сначала за барона Луи де Бово, затем за Жана де Бодрикура, который тоже стал маршалом Франции.